# 주말
주말(週末)은 한 주(週)의 끝 무렵을 말하며, 보통 대부분의 노동자가 일하지 않는 토요일과 일요일을 가리킨다.

## 역사
한 주의 휴식에 대한 개념은 고대에서 비롯한다. 유대교 전승에서의 안식일은 토요일을 의미한다. 일요일에 휴식하는 전통은 고대 로마 제국과 기독교의 주일과 밀접한 관련이 있다. 여가의 시간으로서 주말은 현대적인 데에서 비롯한다. 산업 혁명 이전에는 임금 노동 착취가 극소수의 인구에서 일어났다.
프랑스 혁명력은 여가의 날로 decadi(10일 중 하나)를 허용했다.
유럽의 초기 산업 기간에서는 일요일을 제외한 6일을 노동 시간으로 보았지만 일부 노동자들은 노동 시간에서 벗어난 적이 없었다. 19세기 말과 20세기 초에 나타난 노동조합을 통한 노동 운동과 캠페인은 일요일이 휴일이 되면서 5일을 노동의 주로 보았다. 이 운동을 영국에서 시작하였다.

### 종교와 주말
전통적 기독교 달력에서는 일요일을 한 주(週)가 시작하는 기준이 되는 날로 보는데, 대한민국의 일상에서 쓰이는 달력에서는 기독교와 일본의 영향으로 가장 처음에 배치되기도 한다. 이러한 기준에 따르면, 주의 마지막 날은 토요일이다.
대부분 무슬림 국가의 경우, 주말은 금요일과 토요일이다.

## 같이 보기
- 노동법
- 주 (시간)